# کرانک (فیلم)
کرانک (به انگلیسی: Crank) فیلمی در ژانر اکشن به کارگردانی و نویسندگی مارک نولدین و برایان تیلور محصول سال ۲۰۰۶ است. این فیلم توسط شرکت انجمن سینمایی آمریکا به خاطر خشونت شدید، حرف زدن همراه با ناسزا، صحنه‌های شهوانی، برهنگی و مصرف مواد درجه R (بالای هفده سال) گرفت. این فیلم در سراسر دنیا $۴۲٬۹۳۱٬۰۴۱ فروش رفت
دنباله این فیلم، کرانک: ولتاژ بالا می‌باشد که در سال ۲۰۰۹ اکران شد.

## داستان
داستان دربارهٔ یک آدمکش حرفه‌ای به نام جو چلیوس است که یک نوع سم چینی به بدنش تزریق می‌شود کار این نوع سم اینگونه است که بدن فرد را به‌طور آرام آرام به حالت کما می‌برد و برای جلوگیری از تأثیر این سم باید بسیار تحرک کند او به دنبال ریکی ورونا یا همانی که بدستور او سم تزریق شد می‌گردد و به عنوان تلافی برادر او را پس از قطع کردن دستش می‌کشد و در ادامه می‌فهمد که مسبب تمام این سوقصدها رئیس خودش است که می‌خواهد او را حذف کند و در ادامه پیش نامزدش ایو می‌رود تا از او محافظت کند و در انتها ایو را به خانه می‌فرستد و در مبارزه‌ای رئیس و ورونا را می‌کشد و خودش هم از هلیکوپتر به پایین پرت می‌شود و بر روی یک اتومبیل فرود می‌آید و در لحظات پایانی فیلم به نظر می‌رسد که او نفس می‌کشد و ضربان قلبش به گوش می‌رسد و در نهایت مشخص نمی‌شود که زنده است یا مرده.

## بازیگران
- جیسون استاتهام در نقش جو چلیوس
- امی اسمارت در نقش ایو
- خوزه پابلو کانتیلو در نقش ریکی ورونا
- افرن رامیرز در نقش کایلو
- دوایت یوآکم در نقش دکتر مایلز
- کارلوس سنز در نقش کارلیتو
- رنو ویلسون در نقش اورلاندو